# Карачунівка (Кривий Ріг)

Карачунівка, на карте початку ХХ століття.

Карачунівка (Бутовського, Богданівка) — колишнє село. Розташовувалось на захід від історичного центру Кривого Рогу, на правому березі річки Інгулець. Зараз територія села затоплена водами Карачунівського водосховища.

## Походження назви
Назва села походить від прізвища засновника — ротмістра Карачунова. Також відомі назви Богданівка та Бутовське, котрі походять від імені власника села — Богдана Бутовського.

## Історія
Заснована, імовірно, в кінці XVIII століття.
Станом на 1858 рік поселення відносилось до Олександрійського повіту Херсонської губернії, й налічувало 9 дворів та 61 жителя.